# Emmanuel Eseme
Emmanuel Alobwede Eseme (17 agosto 1993) è un velocista camerunese è giunto secondo ai campionati africani nei 200 metri piani nel 2022.

## Record nazionali
Seniores
- 100 metri piani: 9"96 ( La Chaux-de-Fonds, 2 luglio 2023)
- 200 metri piani: 20"31 ( Yaoundè, 10 agosto 2019)

## Progressione

### 100 metri piani
| Stagione | Misura | Luogo             | Data      | Rank. Mond. |
| -------- | ------ | ----------------- | --------- | ----------- |
| 2023     | 9"96   | La Chaux-de-Fonds | 2-7-2023  |             |
| 2022     | 10"08  | Birmingham        | 2-8-2022  |             |
| 2021     | 10"32  | Douala            | 22-5-2021 |             |
| 2019     | 10"41  | Yaoundè           | 26-1-2019 |             |

### 200 metri piani
| Stagione | Misura | Luogo             | Data      | Rank. Mond. |
| -------- | ------ | ----------------- | --------- | ----------- |
| 2023     | 20"45  | La Chaux-de-Fonds | 2-7-2023  |             |
| 2022     | 20"61  | Birmingham        | 6-8-2022  |             |
| 2021     | 20"44  | Yaoundè           | 18-4-2021 |             |
| 2019     | 20"31  | Yaoundè           | 10-8-2019 |             |

## Palmarès
| Anno | Manifestazione           | Sede         | Evento      | Risultato  | Prestazione | Note                          |
| ---- | ------------------------ | ------------ | ----------- | ---------- | ----------- | ----------------------------- |
| 2018 | Campionati africani      | Asaba        | 100 m piani | Semifinale | 10"64       |                               |
| 2018 | Campionati africani      | Asaba        | 200 m piani | Semifinale | 21"04       |                               |
| 2018 | Campionati africani      | Asaba        | 4x100 m     | 7º         | 39"93       |                               |
| 2019 | Giochi panafricani       | Rabat        | 200 m piani | Batteria   | dns         |                               |
| 2019 | Giochi panafricani       | Rabat        | 4x100 m     | 7º         | 40"12       | [ 1 ]                         |
| 2019 | Mondiali                 | Doha         | 200 m piani | Batteria   | 20"87       |                               |
| 2019 | Giochi mondiali militari | Wuhan        | 200 m piani | 5º         | 21"10       |                               |
| 2019 | Giochi mondiali militari | Wuhan        | 4x100 m     | 7º         | 42"29       |                               |
| 2021 | Olimpiadi                | Tokyo        | 200 m piani | Batteria   | 20"65       |                               |
| 2022 | Mondiali indoor          | Belgrado     | 60 m piani  | Batteria   | dns         |                               |
| 2022 | Campionati africani      | Saint-Pierre | 100 m piani | 5º         | 10"06       |                               |
| 2022 | Campionati africani      | Saint-Pierre | 200 m piani | Argento    | 20"61       |                               |
| 2022 | Mondiali                 | Eugene       | 200 m piani | Batteria   | dns         |                               |
| 2022 | Giochi del Commonwealth  | Birmingham   | 100 m piani | 7º         | 10"24       | [ 2 ]                         |
| 2022 | Giochi del Commonwealth  | Birmingham   | 200 m piani | 4º         | 20"61       | Miglior prestazione personale |
| 2023 | Giochi della Francofonia | Kinshasa     | 100 m piani | Oro        | 10"04       | [ 3 ] [ 4 ]                   |
| 2023 | Mondiali                 | Budapest     | 100 m piani | Batteria   | 10"41       | [ 5 ]                         |
| 2023 | Mondiali                 | Budapest     | 200 m piani | Batteria   | dns         | [ 6 ]                         |
| 2024 | Mondiali indoor          | Glasgow      | 60 m piani  | 6º         | 6"68        |                               |
| 2024 | Giochi panafricani       | Accra        | 100 m piani | Oro        | 10"14       | [ 7 ]                         |
| 2024 | Giochi panafricani       | Accra        | 4x100 m     | Batteria   | 39"96       | [ 8 ]                         |
| 2024 | Campionati africani      | Douala       | 100 m piani | Argento    | 10"15       |                               |
| 2024 | Campionati africani      | Douala       | 200 m piani | Bronzo     | 20"66       |                               |
| 2024 | Campionati africani      | Douala       | 4x100 m     | Batteria   | 40"4        |                               |
| 2024 | Giochi olimpici          | Parigi       | 100 m piani | Semifinale | 10"00       |                               |

## Campionati nazionali
- 1 volta campione nazionale camerunese dei 100 metri piani (2023)

2019
- Oro ai campionati camerunesi (Yaoundè), 100 m piani - 10"41
- Oro ai campionati camerunesi (Yaoundè), 200 m piani - 20"31

2021
- Oro ai campionati camerunesi (Yaoundè), 100 m piani - 10"56
- Oro ai campionati camerunesi (Yaoundè), 200 m piani - 20"59

## Altre competizioni internazionali
2022
- Oro ai Giochi della solidarietà islamica ( Konya), 200 metri piani - 20"16
- 7º ai Giochi della solidarietà islamica ( Konya), staffetta 4x100 m - 39"51

2023
- Bronzo al Kamila Skolimowska Memorial ( Chorzów), 100 m piani - 9"98

2024
- Oro al Meeting international Mohammed VI d'athlétisme de Rabat ( Marrakech), 100 m piani - 10"11
- Bronzo ai Bislett Games ( Oslo), 100 m piani - 10"01
- Oro al Bauhaus-Galan ( Stoccolma), 100 m piani - 10"16

2025
- Argento al Golden Gala Pietro Mennea ( Roma), 100 m piani - 9"99